# Amir Abad
Amir Abad (en persan : ﺍﻣﻴﺮ آﺑﺎﺩ, Amir Ābād) est un quartier de la ville de Téhéran, Iran.
La rue principale de ce quartier est l'avenue Kargar, qui est, avec l'avenue Vali-ye Asr, une des plus longues rues de Téhéran. Elle s'étend depuis la gare de Téhéran, située au sud de la ville, jusqu'au nord du quartier d'Amir Abad.
L'Organisation de l'énergie atomique d'Iran a son siège au nord de ce district, et l'Université de Téhéran possède de nombreux locaux dans ce quartier (notamment des installations d'ingénierie, de physique, d'éducation physique et des résidences étudiantes)